# Mathis Reinhardt
Mathis Reinhardt (* 1978 in Filderstadt) ist ein deutscher Schauspieler.

## Leben
Mathis Reinhardt wuchs in Bayern auf. Von 2003 bis 2007 absolvierte er sein Schauspielstudium an der Universität Mozarteum in Salzburg. Während seiner Ausbildung trat er bereits am Landestheater Salzburg (als Sebastian in Was ihr wollt) und bei den Salzburger Festspielen (2005/06 in der Oper Die Zauberflöte) auf. Sein erstes Festengagement nach seiner Ausbildung hatte er am Deutschen Theater Berlin (2007–2009).
Es folgten weitere Stationen am Schauspiel Frankfurt (2009–2013), am Schauspiel Leipzig (2013–2016) und am Staatsschauspiel Dresden (2016–2017).
Zu seinen Bühnenrollen gehörten u. a. Johannes in Baal (Deutsches Theater, Regie: Christoph Mehler), Erich Spitta in Michael Thalheimers auch zum Berliner Theatertreffen eingeladener Inszenierung von Hauptmanns Die Ratten (Deutsches Theater, Premiere Spielzeit 2007/08), Besdomny in Der Meister und Margarita (Schauspiel Frankfurt, Regie: Markus Bothe), Narraboth in Salome (Schauspiel Frankfurt, Regie: Günter Krämer), Ernst Ludwig im Musical Cabaret (Schauspiel Frankfurt, Regie: Michael Simon), Wagner in Faust I (Schauspiel Frankfurt, Regie: Stefan Pucher), Romeo in Romeo und Julia (Schauspiel Frankfurt, Regie: Bettina Bruinier), Truffaldino in Der Diener zweier Herren (Schauspiel Frankfurt, Regie: Andreas Kriegenburg), Konstantin Gavrilovič Treplev (Kostja) in Die Möwe (Schauspiel Frankfurt, Regie: Andreas Kriegenburg) und Jago in Othello (Schauspiel Leipzig, Regie: Christoph Mehler).
In der Spielzeit 2011/12 verkörperte er am Schauspiel Frankfurt in Jorinde Dröses Inszenierung Der blaue Engel (nach Motiven von Heinrich Mann und Josef von Sternberg) die schwule blonde Lola, die er als „melancholischen gefallenen Engel“ anlegte. In der Spielzeit 2016/17 spielte er am Staatsschauspiel Dresden den jüdisch-orthodoxen Tora-Lehrer Mendel Singer in Hiob (Regie: Nurkan Erpulat).  In der Neuinszenierung von Federico García Lorcas Schauspiel Yerma in der Regie von Andreas Kriegenburg verkörperte er in der Spielzeit 2017/18 am Staatsschauspiel Dresden den Schäfer Victor.
Reinhardt arbeitet gelegentlich auch den Film und das Fernsehen. Er arbeitete dabei u. a. mit den Regisseuren und Regisseurinnen Richard Blank, Giulio Ricciarelli, Claudia Garde und Hans-Christoph Blumenberg zusammen. In dem ARD-Fernsehfilm Die Versöhnung (2008) spielte er an der Seite von Sebastian Bezzel.
Er hatte Episodenrollen u. a. in den Serien Im Namen des Gesetzes (2008), Ein Fall für zwei (2012, an der Seite von Markus Boysen), SOKO Wismar (2014, als Aktivist Theo Barner, der sich gegen die Überwachung des Waldes durch Kameras einsetzt, mit Peter Kurth als Partner) und Alles Klara (2017, als tatverdächtiger Würstchenstand-Besitzer Lukas Bückler). 
Im Dezember 2017 war Reinhardt in der ZDF-Krimiserie SOKO Wismar in einer Episodenhauptrolle als Kellner und verzweifelter Ehemann Sven Büttner, der in den Fokus der polizeilichen Ermittlungen gerät, zu sehen. Im Januar 2018 war er in der ARD-Fernsehserie In aller Freundschaft – Die jungen Ärzte erneut in einer Episodenhauptrolle zu sehen; er spielte Mario Dörries, der nach einem schweren Motorradunfall gemeinsam mit seinem besten Freund (Dominic Boeer) schwerverletzt in die Klinik eingeliefert wird.
Zu seinen Hobbys gehören Bergsteigen, Klettern und Mountainbiking. Mathis Reinhardt lebt in Leipzig.

## Filmografie (Auswahl)
- 2006: Matthäuspassion (Fernsehfilm)
- 2008: Die Versöhnung (Fernsehfilm)
- 2008: Im Namen des Gesetzes (Fernsehserie, Folge Unglaubwürdig)
- 2012: Ein Fall für zwei (Fernsehserie, Folge Mord im Callcenter)
- 2014, 2017: SOKO Wismar (Fernsehserie, verschiedene Rollen, 2 Folgen)
- 2014: Im Labyrinth des Schweigens
- 2015: Tatort: Niedere Instinkte (Fernsehreihe)
- 2015, 2022: SOKO Leipzig (Fernsehserie, verschiedene Rollen, 2 Folgen)
- 2016: Ein Fall von Liebe (Fernsehserie, Folge Vertrauen)
- 2017: Ein Weg
- 2017: Alles Klara (Fernsehserie, Folge UFOs über dem Harz)
- 2018: In aller Freundschaft – Die jungen Ärzte (Fernsehserie, Folge Augenhöhe)
- 2019: Die Informantin – Der Fall Lissabon (Fernsehfilm)
- 2021: Die Bergretter (Fernsehserie, Folge Verbrannte Erde)
- 2022: Riesending – Jede Stunde zählt (Fernsehfilm)
- 2024: Tatort: Was bleibt (Fernsehreihe)
- 2024: Das Quartett: Das Schweigen (Fernsehreihe)